# Solenopsis loretana
Solenopsis loretana é uma espécie de formiga do gênero Solenopsis, pertencente à subfamília Myrmicinae.